# شوهی موریتا
شوهی موریتا (انگلیسی: Shuhei Morita؛ زادهٔ ۲۲ ژوئن ۱۹۷۸) کارگردان فیلم، پویانما، و فیلم‌نامه‌نویس اهل ژاپن است.